# 大妻多摩中学校・高等学校
大妻多摩中学校・高等学校（おおつまたまちゅうがっこう・こうとうがっこう）は、東京都多摩市唐木田二丁目にある私立女子中学校・高等学校。中高一貫校。
中高一貫教育は1994年の中学校開校以降に開始され、学校法人は対外的に一貫教育をアピールする「大妻多摩中学高等学校」という呼称を常用する。挨拶は「ごきげんよう」を用いる。

## 沿革
- 1988年 - 大妻多摩高等学校として開校
- 1994年 - 大妻多摩中学校を設立

## 部活動
文化部
- 漫画・イラスト部
- 演劇部
- 科学部
- 家庭科部
- 茶道部
- 吹奏楽部
- パソコン部
- 美術部
- コーラス部
- 軽音楽部
- 文芸部（創作部門・カルタ部門）
- 弦楽部

運動部
- サッカー部
- ソフトテニス部
- ソフトボール部
- ダンス部
- バスケットボール部
- バドミントン部
- バトン部
- バレーボール部
- ラクロス部
- 陸上部
- テニス部

同好会
- 剣道同好会
- ESS同好会

## 制服
中高共通のセーラー服。夏服と冬服があり、夏服は白の半袖または長袖、冬は紺の長袖となる。セーターは夏用の白色とオールシーズン用の紺色があり、右肩に大妻多摩の頭をとったOTという文字（白セーターには白色、紺セーターには水色の刺繍）が入っている。靴下も同様に、OT入りの白三つ折ソックス・白ハイソックス（長短各種有）または、黒ストッキング。そのほかに学校指定のコートがある。
中学生は学校前の欅並木からデザインされたOTの文字が刺繍してあるネクタイを、高校生は大妻女子高校と同じリボンをしなければならない。

## 交通
- 小田急多摩線唐木田駅 徒歩7分

## 著名な卒業生
- 副島優子 - 元NHK千葉契約キャスター（元福井テレビアナウンサー）（2006年度卒業生）

## 系列校
- 大妻女子大学
- 大妻中学校・高等学校
- 大妻中野中学校・高等学校
- 大妻嵐山中学校・高等学校